# Szekszárdi borvidék
A Szekszárdi borvidék Magyarország egyik történelmi borvidéke. Tolna vármegyében található, a Szekszárdi dombság legkeletibb területén, a dombság és a Sárköz találkozásánál fekszik. A szőlőtermesztésre alkalmas terület nagysága kb. 6000 ha, amelyből jelenleg kb. 2600 ha területen termesztenek szőlőt. Szekszárd mellett 14 település tartozik a borvidékhez. A szőlőtermesztés hagyományai egészen a római időkig nyúlnak vissza a területen. A bortermelést alapvetően a nemzetközi, illetve magyar fajtákból készített nagy testű, magas csersav- és alkoholtartalmú vörösborok jellemzik. A legismertebb borfajta a több bor házasításával készülő szekszárdi bikavér.

## Részei, hegyközségei
A szekszárdi borvidékhez a következő települések és szőlőkataszter szerint I. és II. osztályú határrészei tartoznak (9/2006. FVM rendelet): Alsónána, Alsónyék, Báta, Bátaszék, Decs, Harc, Kakasd, Kéty, Medina, Őcsény, Sióagárd, Szálka, Szekszárd, Várdomb, Zomba.

## Története
A Szekszárd közelében folytatott szőlőművelésről és borkészítésről 3. századi ókori római forrásokból értesülünk először, amelyek szerint Marcus Aurelius Probus római császár utasítására kezdtek a környéken szőlőt művelni. A pannóniai születésű császár a provincia felemelkedését szívügyének tartotta, szőlőt ültettetett és veterán katonáit is befogta a művelésbe. Ennek régészeti bizonyítékát a területen talált római kori szőlőmetsző eszközök (pl. a kacor) adják. A korszakból származó másik igen jelentős lelet a szekszárdi ókeresztény szarkofág (4. század), ennek egyik oldalán termő szőlő látható, amelynek levelei az apostolokat és az evangélistákat jelképezik. A szarkofágban talált, kiemelkedő színvonalon elkészített áldozati üvegedényen ógörögül ez olvasható: „Áldozz a pásztornak, igyál és élni fogsz!”. A szarkofág több üvegkorsót is rejtett, amelyek közül az egyik – Kubinyi Ágoston 1857-ben kiadott Szekszárdi régiségek c. műve szerint – bor, méz és olaj keverékét tartalmazta.
A római kori leletek ellenére azonban jó okunk van feltételezni, hogy a szőlőtermesztés a Kelet-Közép-Európában élt kelták, valamint a balkáni trákok hatására jóval korábban meghonosodott a vidéken.

### A középkor
A Római Birodalom bukását követő időszakban betelepedő avarok folytatták a szőlőművelést. A 9. század végén megérkező honfoglaló Magyarok bizonyítottan a szőlőművelés és borkészítés „tudományának” birtokában telepedtek meg a Kárpát-medencében, amelyet az ezekkel a tevékenységekkel kapcsolatos szavaink eredete, valamint a ma őshonosnak tekintett szőlőfajtáink egy részének a borszőlő keleti fajtaváltozatához való tartozás is igazol. A magyar államalapítást követő nyugalmasabb időszakban már virágzott a szőlőművelés, amelyet legkorábbi okleveleink is megörökítenek. Nagyot lendített a helyi szőlőkultúrán az I. Béla által alapított szekszárdi bencés apátság, valamint a bátaszéki ciszterci monostor.
Egészen a 15. század végéig a Magyar Királyság területén a szerémségi fehérbor örvendett a legnagyobb hírnévnek, azonban Nándorfehérvár 1521-es elesését követően megszakadtak a kereskedelmi kapcsolatok a vidékkel. Ebben az időszakban a kereskedők Somogy és Baranya (beleértve Tolnát is) boraival próbálták pótolni a kieső szállítmányokat. A török előrenyomulása következtében a bortermelés megtorpant ugyan, de sohasem állt le, sőt a bortermelés és kereskedelem megadóztatásával maga a török is haszonra tett szert. Számos forrás szerint a muzulmán tiltás ellenére a törökök a bort többféle formában is fogyasztották, sőt szőlőbirtokos is akadt közöttük.
A török csapatokkal együtt harcoló rácok a törököktől kiváltságokat kaptak, nagy számban települtek be a magyarok által elhagyott falvakba. A hagyományosan szőlőművelést folytató rácok az itt talált ültetvényeket átvették, folytatták a művelést és meghonosították saját művelési és borkészítési eljárásaikat. Ebben az időszakban került hazánkba a mai napig termesztett kadarka szőlőfajta, illetve a vörösbor készítéséhez szükséges, héjon erjesztési technológia. Ezt megelőzően a borfogyasztás és termelés csak a fehér fajtákra korlátozódott.
A kadarka bőtermő, az akkori módszerekkel könnyen megművelhető fajta volt. A leszüretelt szőlőt elsőként összetörték, majd ahelyett, hogy kipréselték volna, nagy, felfelé szűkülő kádakba töltötték, tetejüket szőlőlevéllel és sárral lezárták. A bort közvetlenül ezekből a kádakból fogyasztották, a megmaradó törkölyből a 17. századtól kezdve pálinkát készítettek. A borkészítési eljárás lényege az egyszerűség volt, kevés eszköz kellett hozzá, amely igazodott a 16–17. század viharos időszakaihoz.

### A 18. és 19. század
A török hódoltság időszakát követően a rácok I. Lipóthoz fordultak, hogy a törököktől kapott kiváltságaikat fenntarthassák. A lassan visszatelepülő magyar jobbágyság és a rácok között azonban komoly feszültség volt, állandósultak az összecsapások. A Rákóczi-szabadságharc során a császárnak sikerült a rácokat saját szövetségében tartania, a kurucokkal történő véres összecsapások következtében – tartva a magyar lakosság bosszújától – kivonultak a Dél-Dunántúlról. A szabadságharc után a császárhoz való hűségükért megjutalmazott földesurak kezdték betelepíteni a német telepeseket, akiknek köszönhetően a Dél-Dunántúl szőlőkultúrája megújult, és ismét virágzásnak indult.
A dunai svábok folytatták a hagyományokat, gondosságuknak és szorgalmuknak köszönhetően jelentősen javult a borok minősége. A rácok által meghonosított vörösbor mellett – rövidebb héjerjesztéssel – rózsaszín és siller bort is készítettek. 19. század eleji feljegyzések megemlítik azt is, hogy az összezúzott bogyók és a must azonnali elválasztásával a kadarkából fehérbort is készítettek. A sváb gazdák kezdték el továbbá finomítani a vörösbor készítésének módszerét, valamint hordókat kezdtek használni a bor érleléséhez.
A borvidék 18. század eleji szőlő és bortermeléséről Bél Mátyás Notitia Hungariae novae historico-geographica című művéből értesülünk részletesen. A leírás szerint a helyi lakosság megélhetését nagyrészt a bortermelés biztosítja. A szőlőt rendezett sorokba ültették, a vesszőket 2 láb mélyen leszúrt lyukakba helyezték el, majd a harmadik évben már gyümölcsöt szüreteltek a tőkékről. A szüret általában Szent Mihály napja (szeptember vége) környékén volt. A mustot a szőlőszemekkel együtt kádba tették, hogy „vörös színt kapjon”, majd közepes nagyságú edényekben forralták ki. Bél Mátyás említést tesz a kor szekszárdi boráról, amelynek színét a burgundihoz hasonlítja, illatát fűszeresebbnek és erősebbnek, minőségét pedig nemesebbnek, azonosnak vagy egyes esetekben hitványabbnak tartja a burgundinál. Kiemeli továbbá a jó pince jelentőségét, amelyben a szekszárdi bor igen hosszan eltartható.
A 18. és 19. században a szőlőtermesztésbe bevont területek jelentősen növekednek, köszönhetően a bor iránti kereslet folyamatos emelkedésének. Németh Márton uradalmi vincellér 1828-as összeírásakor 37 fehér és 29 „fekete” szőlőfajtáról teszt említést. A leírásban összesen hatféle különböző „fekete” kadarka szerepel (például tömött fejű, sárgás levelű, csipkéslevelű, hosszú szemű), de a fehérek között is megtaláljuk a kadarka egy fajtáját. Ezen felül a számos fehér fajta között említi a bajor, a zöld bajor, az egy magú, a rak, a tök, a róka, a közönséges szagos, a juh farkú, a sárga és fehér hárslevelű, a kék fajták között a sötét rózsa, a tulipiros, a csalánlevelű, a veres donka, a frantzia (kékfrankos), a fekete som, a czigány és a csóka szemű fajtákat.
A Németh-féle összeírás rendkívüli fajtagazdagságot rajzol elénk. Valószínűsíthető azonban, hogy a felsorolt szőlőfajtáknak csak egy része volt alkalmas jó minőségű bor készítésére, a többi fajta jelentősége fokozatosan visszaszorult. Ezt bizonyítja a filoxéra megjelenése előtt, 1873-ban Keleti Károly által készített szőlőfelmérés, amely szerint Szekszárdon a nemes kék kadarka és válfajai adták a vörösborokat, csak szórványban fordult elő a csókaszőlő, a sárfekete és a fehér bajor. A decsi hegyen inkább a fehér fajták voltak a jellemzőek: sárga bajor, sárfehér, rakszőlő, fehér dinka és a juhfark.

#### A filoxéra
A filoxéra 1883-ban érkezett meg a borvidékre. A már korábban létrehozott Tolna vármegye Phylloxera Bizottság feladata volt, hogy a védekezést megszervezze a megyében. A bizottság elsőként létrehozta a filoxéra felügyelők rendszerét, akik járták a szőlőket, és jelentették a fertőzött területeket. A kivetett filoxéraadó pénzügyi alapot biztosított a közös védekezési programok végrehajtásához. Az alapból támogatást biztosítottak a gazdáknak, tanfolyamokat és képzéseket szerveztek, ingyenes szaktanácsadást nyújtottak. A védekezésnek több lehetséges módja is volt: a szénkéneges gyérítés, az amerikai alanyra európai vesszők oltása és a direkt termő szőlőfajták telepítése, valamint a homoktalajon történő telepítés.
Az amerikai direkt termők telepítését országos kampány kísérte ugyan, de hamar kiderült, hogy csak alacsony minőségű borok termelésére alkalmasak. Mindenesetre a borvidéken meghonosodott a mély színű othello, de továbbra is a kadarka dominált. A filoxérának és a 19. század végi borfogyasztási szokásokban beálló változásoknak köszönhetően a borvidék fajtaösszetétele jelentősen megváltozott, a telepített fajták száma csökkent. A filoxéra miatt Franciaországgal megindult intenzív szőlővessző-kereskedelem következménye volt az akkoriban alig ismert cabernet sauvignon és cabernet franc, a merlot, valamint a pinot blanc (akkoriban fehér burgundi néven) francia fajták telepítése. Az 1896-os filoxéra törvény a borvidékre a kadarka, a kékfrankos (akkor nagyburgundi néven), a kék-oportó, a merlot, valamint az olaszrizling, a sárfehér, a zöld szilváni, a mézesfehér, a piros tramini, az alexandriai muskotály, a zöldfehér, a kövidinka és pirosdinka fajtákat ajánlja.

### Az első világháborútól a második világháborúig
Az első világháborút követő eszköz-, tőke- és munkaerőhiány, valamint a kereslet visszaesése miatt a szőlőtermőterületek nagysága 1929-re elérte mélypontját. Rövid ideig tartó felívelést hozott a borvidéki pinceszövetkezet 1929-es megalapítása, amely több száz tagjával, jó minőségű boraival és ügyes kereskedelmi stratégiájával országszerte kedveltté tette a szekszárdi borokat.

### A második világháborútól napjainkig
A második világháború után, 1949-ben államosították a pinceszövetkezetet, amely ekkor már több mint 700 taggal a borvidék közel háromnegyedén gazdálkodott. Az ötvenes években a termés 75%-nak beszolgáltatására kötelezték a termelőket, amely tovább mélyítette a borvidék válságát. A háború során elszenvedett veszteségek ellenére a termőterület nem növekedett, a szőlőtelepítésnek ilyen feltételek mellett nem volt értelme, számos szőlőbirtok parlagra került, nem művelték tovább. A szövetkezet ugyan telepített vagy 100 hektár szőlőt, de az 1960-as évek közepére a szőlők 15-20%-át nem művelték, a tőkéket a művelt területeken sem pótolták. A termőterületek kb. 30%-a kistermelői művelésben marad, a fennmaradó 70%-on pedig az Aliscavin Szekszárdi Borászati Közös Vállalat és a Szekszárdi Mezőgazdasági Kombinát termel.
Szőlőrekonstrukciós terv 1967-ben készült, amely a területek kismértékű növelése mellett minőségi javítást is megcélzott. A költségek jó részét útépítésre és a vízelvezetés kiépítésére fordították. A fajták tekintetében a kadarka visszaszorult, helyette a kékfrankos és a cabernet sauvignon telepítését preferálták. Az eróziót gátolandó a telepítések a domboldalra merőlegesen történtek. A szőlők kialakítása a nagyüzemi művelés szempontjait részesítette előnybe, így a termelési zónák lehúzódtak a dombok alsó részére és a síkabb területekre.
A legjobb termőterületeket a 20. század eleje óta fenyegetik az építkezések. A második világháború előtt nyaralók és házak, a szocializmus időszakában lakótelepek épültek a legjobbnak tartott termőhelyeken (például Csatár, Bartina, Bakta, Előhegy, Parászta, Bottyánhegy). A lakóövezetek terjeszkedése – hosszútávú koncepciók hiányában – a rendszerváltást követően sem szűnt meg.

## Talajadottságok és klíma
A borvidéken az alsó talajrétegeket pannóniai agyag, agyagos homok, pannóniai homok és homokkő alkotják. Jellemzőek a vörösagyag és vályogtalaj rétegződései is. A felső rétegek tekintetében a lösz- és vályogtalajok jellemzők, de előfordul a pannon homokkal kevert lösztalaj is. A löszös rétegen képződött barna erdőtalaj és csernozjom az intenzív művelés miatt állandóan fedetlen, növényzet nem köti meg, így a víz és szél hatására az eróziónak erősen kitett. Egyes területeken annyira erős a lemosódás, hogy a szőlőtermesztés a löszös alapkőzeten történik. Tovább rontják a helyzetet a talaj lemosódását elősegítő hegy-völgy irányú telepítések. Az erózió hatását csökkentendő az utóbbi időszakban az ültetvények egy részét teraszosították, a talajt vízelvezető csatornarendszerrel védik. A korábbi bakművelés helyett ma már inkább a kordonos művelés jellemző, a sorközök talaját esetenként füvesítéssel védik a lemosódástól.
A lösz világos színe a beeső napsugarak visszaverésével segíti a szőlő érését, amely különösen a hazai klímán viszonylag későn érő kék-szőlőfajták (pl. cabernet sauvignon és franc fajták) esetén kedvező. A talaj alacsony mésztartalmának köszönhetően visszafogott savvilágú, könnyen iható, testes, magas alkoholtartalmú borok teremnek. A legjobb minőségű borokat a meredek, erősen tagolt szőlőhegyek déli és keleti lejtői adják.
A borvidék térségének éghajlata kontinentális, a nyarak melegek és szárazak, a tavaszi és őszi fagyok ritkák. A napsütéses órák magas száma (kb. 2050 óra/év), amely kedvez a későn érő szőlőfajtáknak, a kiváló klíma hosszú tenyészidőszakot biztosít. Az évi csapadékmennyiség 500-600 mm közé esik, a helyi mezőgazdaság számára gyakori problémát jelent az aszály.

## Szekszárd pincéi

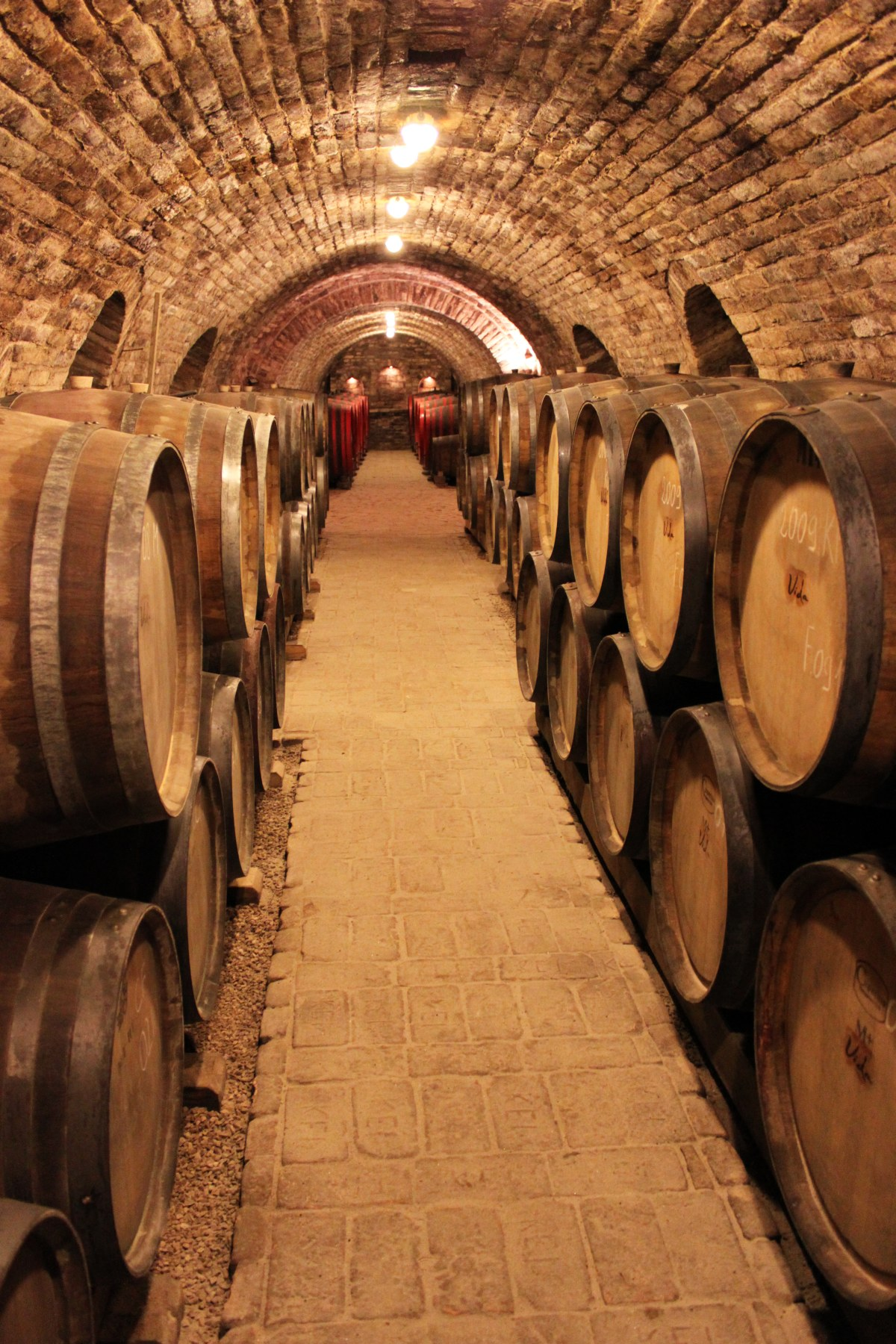
Pince a szekszárdi borvidéken

A borvidék adottságai általában nem teszik lehetővé a vájt pincék kialakítását. Az altalaj önmagában nem állékony, a pincefödém megerősítésére van szükség. Ennek megfelelően leggyakrabban földkitermeléssel épített, téglafalú pincékkel találkozunk.
Szekszárdon a pincék építése a 18. században gyorsult fel. A borvidéken ma ismert legrégibb, a vármegyeháza alatt megtalálható pince is ebben a korban épült. A borvidék egyik jellegzetessége, hogy a város terjeszkedésével magába olvasztotta a szőlőket és a pincesorokat is. A régi pincék maradványai emiatt a belváros közelében is fellelhetők, amely számos esetben jelent gondot a mai építkezéseknél. Ilyen pincék maradványai megtalálhatók például a Fürdőház, Kadarka, Bethlen, Bocskai utcákban, valamint a Kossuth utca és a Bezerédj utca végén is. A borvidék legjobb termőterületének a Bakta-hegyet tartották, ahol ma lakótelepek terülnek el. A régi pincesor maradványa az alsóvárosi temetővel szemben található.
Szekszárdon üzemel egy - a helyi termelésnek emléket állító bormúzeum is a volt Schubert fürdő épületében.

## Szőlőfajták
A Szekszárdi borvidéken elsősorban vörösbort termelnek, a kékszőlőfajták ültetvényei ennek megfelelően kb. 80%-át (kb. 2000 ha) teszik ki a teljes termesztésnek. A következő felsorolás a termőterület nagyságának sorrendjében listázza a borvidék jellemző szőlőfajtáit.
Kék szőlők: kékfrankos (kb. 700 ha), merlot (kb. 300 ha), zweigelt (kb. 230 ha), cabernet franc és cabernet sauvignon (kb. 200-200 ha), valamint kadarka (kb. 80 ha), de kisebb területeken megtalálhatóak még a pinot noir (kb. 45 ha), a syrah, a blauburger, a portugieser, a bíborkadarka és a kékmedoc fajták is.
Fehér szőlők: jellemzően olaszrizling (kb. 120 ha), chardonnay (kb. 85 ha), rizlingszilváni (kb. 60 ha), de megtalálható még a zöldveltelini, a sauvignon blanc, a cserszegi fűszeres, a pinot blanc, a rajnai rizling, a szürkebarát, a tramini és kisebb területeken a leányka és a királyleányka, az ottonel muskotály és a zenit.
A minőségi borkészítés területén az utóbbi évek a fehér szőlők jelentőségének erőteljes csökkenését mutatják. Mára a termőterület tekintetében kevesebb mint 20%-kal (kb. 350 ha) részesedő fehér fajták területe stabilizálódni látszik. Jellemzően a borvidék vezető pincészetei fehérbort nem készítenek, vagy csak kínálatuk legalsó szegmensében jelenik meg maximum 1-2 tétel. Ennek megfelelően hordós érlelésű, prémium minőségi kategóriába pozicionált fehérborok nem kerülnek ki a borvidékről.

## Szőlészet és borkészítés
A szekszárdi vörösbor készítésének klasszikus módja a 19. században alakulhatott ki. A bort nagyrészt a kadarka szőlőfajta gyümölcséből készítették, amely vékony héja, így rothadásra való érzékenysége okán nem minden évjáratban adott jó alapanyagot. A szüretre általában október közepe és vége között került sor. Elsőként a leszüretelt gyümölcs gondos válogatáson esett át, az ép, egészséges fürtöket különválasztották a nem teljesen beérett, esetleg penészes, sérült fürtöktől. Általában az utóbbiból a darálást követő azonnali préseléssel készítették a gyengébb minőségű fehér kadarka bort. A fehér kadarkát fehérborként készítették el, hiszen a szőlő héjával rövid ideig érintkező mustba nem oldódnak a héjban megtalálható színanyagok.
A jó minőségű, válogatott gyümölcsöt ledarálták, majd kocsánnyal együtt nagy kádakba (káci) töltötték. Az alkoholos erjedés megindulását követően a keletkező szén-dioxid hatására felemelkedő törkölykalapot gyakran lenyomkodták („csömiszölték”). Néhány nap múltán a felemelkedő törkölykalapot szőlőlevelekkel lefedték, majd a káci tetejét agyagos sárral lezárták. Így, miközben az erjedés – immár oxigéntől elzárva – tovább folytatódott, zavartalanul lehetett foglalkozni más, ősszel esedékes mezőgazdasági munkákkal. A folyamat november végéig, december elejéig tartott, amikor is a káciban lévő, már leülepedett bort a pincében várakozó hordókba fejtették át. A lapként már a 19. században is ismert kén égetésével, a feltöltés előtt a hordókat kénfüsttel kezelték. A borok legnagyobb része kis területről, saját használatra készült. A kén korlátozott használata, valamint a sokszor más termények tárolására is használt edények miatt gyakoriak voltak a rosszul kezelt, hibás borok.

### Bortípusok és készítésük
Napjainkban a pincészetek szinte kivétel nélkül készítenek rozé bort, amely rövid héjon áztatással, alacsony hőmérsékleten való erjesztéssel készül. A szekszárdi rozé gyümölcsös, közepes sav- és alkoholtartalommal rendelkezik, gazdag, gyümölcsös aromájú, jól fogyasztható ital. Több termelő kínálatában találkozunk a klasszikus siller borral, amely a rozéhoz hasonlóan készül, de a hosszabb héjon való áztatásnak köszönhetően testesebb, mélyebb színnel rendelkezik, aromákban gazdagabb. A rozé és siller típusú borok készítéséhez általában csak acéltartályt alkalmaznak.
A szekszárdi borvidékről származó, magas minőségű fehérborral alig találkozunk, ezeket a termékeket jellemzően a piac nem keresi, számos termelő egyáltalán nem készít fehérbort. Amennyiben mégis, az ilyen borokat a gyümölcsös aromák megőrzése érdekében szintén alacsony hőmérsékleten erjesztik, gyakran több fajta házasításával készülnek. Néhány termelő felelevenítette a fehér kadarka hagyományát, amelyet a bogyózást és zúzást követően azonnal préselnek, majd a keletkező mustot acéltartályban erjesztik. Az eredmény egy kellemesen fanyar, gyümölcsös fehérbor.
A modern, jó minőségű szekszárdi vörösbor készítéséhez a különböző szőlőfajtákat külön szüretelik. A szüret ideje október közepétől november közepéig is eltarthat, hiszen az utóbbi időszakban számos későn érő fajta került be a borvidékre (pl. cabernet sauvignon). Különösen fontos, hogy a szüretre a szőlő fiziológiai érettségét követően kerüljön sor, így elkerülhető a nyers savérzet és a kész borban keserű ízekkel és szárító hatással jelentkező éretlen csersav. Az erjesztés általában irányított hőmérsékleten, acéltartályban történik kb. 25-28 °C hőmérsékleten. A legjobb minőségű borok általában kis fahordós (225 l) érlelést kapnak, nagyon gyakori az új fahordó használata, amely vaníliás, édes fűszeres, csokoládéra és kávéra emlékeztető pörkölési aromákat ad a borhoz.
A vörösborok esetén gyakoriak a fajtaborok (pl. kékfrankos, cabernet sauvignon, cabernet franc), sőt dűlő-szelektált fajtaborok palackozására is van számos példa. Jellemző borházasítások készítése is, amelyet fajtaborok megfelelő arányú házasításával állítanak elő. A házasítás a különböző dűlőkből származó borok keverésével lehetőséget biztosít a gazda számára, hogy az adott évjárat hatásait kompenzálva a lehető legjobb bort készítse el. A legismertebb ilyen borházasítás a szekszárdi bikavér, amely számos szőlőfajta változó arányú házasítása. A bikavér mellett gyakran találkozunk bordeaux-i típusú házasításokkal is (cabernet sauvignon, cabernet franc és merlot).
A magas minőségű, modern szekszárdi vörösbor nagy testű, közepes savtartalommal, magas csersav- és alkoholtartalommal rendelkezik. Aromatikáját tekintve jellemzően fekete bogyós gyümölcsök és fűszeresség jegyeit hordozza, amelyek kiegészülnek a tölgyfás érlelés hozzáadott aromáival. Gyakran éri kritika a vezető termelők érett-túlérett alapanyagból készült borait a magas alkoholtartalom miatt, amely nem ritkán a 15-16%-ot is eléri. Meg kell azonban jegyezni, hogy a borvidék adottságaiból kifolyólag – főként a lösztalajnak köszönhetően – a borok alkoholtartalma inkább a magas felé tolódik el.
Fontos megemlíteni a hajdan domináns kadarka szerepét a borvidéken, amely a szocializmus időszakában jelentősen háttérbe szorult. Ennek oka, hogy a fajta viszonylag érzékeny, nagyüzemi módszerekkel nehezen művelhető. A rendszerváltást követő időszakban a termelők megpróbálták a borvidék klasszikus fajtájának korábbi szerepét visszaállítani, azonban ez csak részlegesen ment végbe, a kadarka termőterületeit tekintve nem vált meghatározóvá. Ennek legfőbb oka, hogy a jelenleg rendelkezésre álló tapasztalatok alapján a kadarka telepített klónjai nem tudnak nagyon magas minőségű bort adni, így általában fajtaborként megmarad az egyszerű, fűszeres és gyümölcsös alapbornak. Elképzelhető, hogy a kadarka a szekszárdi bikavér meghatározó alkotóelemeként fogja visszanyerni korábbi jelentőségét.

## Fontosabb pincészetek
A borvidék meghatározó termelői és specialitásaik:
| pince neve                                                               | borász                             | jellemző szőlőfajták |
| ------------------------------------------------------------------------ | ---------------------------------- | --- |
| Bodri                                                                    | Urbán Péter                        | olaszrizling, chardonnay, sauvignon blanc, kadarka, merlot, cabernet sauvignon, cabernet franc, kékfrankos                  |
| Borműhely                                                                | Pálos Miklós                       | kékfrankos |
| Dúzsi                                                                    | Dúzsi Tamás                        | kékfrankos, merlot, pinot noir, zweigelt, ezerfürtű                                                                         |
| Eszterbauer                                                              | Pálinkás László                    | kékfrankos, kadarka, cabernet sauvignon, cabernet franc, merlot, pinot noir, chardonnay, olaszrizling                       |
| Fekete                                                                   | Fekete Mihály                      | cserszegi fűszeres, tramini, olaszrizling, kadarka, kékfrankos, zweigelt, cabernet sauvignon, cabernet franc, merlot, syrah |
| Ferenczi                                                                 | Mérész Sándor                      | cabernet sauvignon, cabernet franc, merlot, pinot noir, zweigelt                                                            |
| Ferger-Módos Archiválva 2011. július 20-i dátummal a Wayback Machine-ben | Módos Ernő                         | kékfrankos, cabernet sauvignon, cabernet franc, kadarka, merlot                                                             |
| Frankos Borház                                                           | Pethő Lászlóné                     | merlot |
| Fritz Archiválva 2013. május 26-i dátummal a Wayback Machine-ben         | Fritz József                       | olaszrizling, kadarka, merlot, kékfrankos, cabernet sauvigon, blauburger, kékoportó                                         |
| Heimann Birtok                                                           | Heimann Ágnes                      | kékfrankos, kadarka, cabernet franc, merlot, syrah, pinot noir, sagrantino, tannat, viognier                                |
| Gradowski 1918                                                           | Nagy Gábor                         | kékfrankos, merlot, cabernet franc                                                                                          |
| Grünfelder és Czéh                                                       | Grünfelder Károly                  | cabernet franc, cabernet sauvignon, kadarka, kékfrankos, merlot, cserszegi fűszeres                                         |
| Lajver Borászat                                                          | Vida Rebeka                        | kékfrankos, cabernet franc, cabernet sauvignon, merlot, pinot noir, rajnai rizling, cserszegi fűszeres                      |
| Márkvárt Archiválva 2018. június 27-i dátummal a Wayback Machine-ben     | Márkvárt János                     | |
| Merfelsz                                                                 | Merfelsz Gábor                     | |
| Mészáros Pál                                                             | Mészáros Pál                       | |
| Németh Család                                                            | Németh Gábor                       | |
| Németh János                                                             | Németh János                       | |
| Prantner                                                                 | Prantner Ferenc                    | |
| Remete-Bor                                                               | Vesztergombi József                | |
| Ribling                                                                  | Ribling Ferenc                     | |
| Sárosdi                                                                  | Sárosdi Róbert                     | |
| Schieber                                                                 | Posevitz Ilona Molnár Gábor        | cabernet sauvignon, cabernet franc, kékfrankos, merlot, kadarka, syrah, donfelder                                           |
| Sebestyén                                                                | Sebestyén Csaba                    | cserszegi fűszeres, olaszrizling, kadarka, kékfrankos, zweigelt, merlot, cabernet franc, cabernet sauvignon                 |
| Sümegi Ákos Pincészete                                                   | Sümegi Ákos                        | cabernet franc, kékfrankos, merlot, chardonnay, viognier, zenit                                                             |
| Szeleshát                                                                | Szekretár János Krajcsovszki Ágnes | cabernet franc, cabernet sauvignon, kadarka, kékfrankos, merlot, pinot noir, syrah                                          |
| Szent Gaál                                                               | Fogl János                         | cabernet franc, cabernet sauvignon, kadarka, kékfrankos, merlot                                                             |
| Takler                                                                   | Takler Ferenc                      | cabernet franc, cabernet sauvignon, kékfrankos, syrah                                                                       |
| Tóth                                                                     | Tóth Lajos                         | |
| Toronyi pincészet                                                        | Toronyi György                     | kadarka, kékfrankos, merlot, zweigelt                                                                                       |
| Tringa                                                                   | Gál Antal                          | |
| Tüske                                                                    | Halmai Csaba                       | |
| Tűzkő                                                                    | Piero Antinori                     | |
| Twickel                                                                  | Twickel György                     | cabernet franc, cabernet sauvignon, kadarka, kékfrankos, merlot, pinot noir, syrah                                          |
| Vesztergombi Pince                                                       | Vesztergombi Ferenc                | cabernet franc, cabernet sauvignon, kadarka, kékfrankos, merlot, pinot noir, syrah                                          |
| Vida Családi Borbirtok                                                   | Vida Péter                         | kadarka, kékfrankos, merlot, cabernet sauvignon, cabernet franc, syrah                                                      |
| Wekler                                                                   | Wekler János                       | cabernet franc, kadarka, kékfrankos, merlot, pinot noir                                                                     |
| Fivérek Borbirtok                                                        | Milhoffer László                   | cabernet franc, kadarka, kékfrankos, merlot, pinot noir, pinot noir, syrah, cabernet sauvignon                              |